# Nederlands kampioenschap schaken 2019
Het Nederlands kampioenschap schaken 2019 werd (samen met het Nederlands kampioenschap voor vrouwen) gespeeld van 1 juli t/m 7 juli 2019 in de Tolhuistuin in Amsterdam. Bij de heren won de 18-jarige Lucas van Foreest met 5 pt uit 7 partijen na een barrage met zijn broer Jorden van Foreest 1.5-0.5.

## Eindstand
| plaats | naam               | rating | score |
| ------ | ------------------ | ------ | ----- |
| 1      | Lucas van Foreest  | 2512   | 5     |
| 2      | Jorden van Foreest | 2612   | 5     |
| 3      | Benjamin Bok       | 2645   | 3.5   |
| 4      | Sergei Tiviakov    | 2608   | 3.5   |
| 5      | Ivan Sokolov       | 2584   | 3.5   |
| 6      | Erwin l'Ami        | 2633   | 3     |
| 7      | Erik van den Doel  | 2605   | 3     |
| 8      | Jan Werle          | 2555   | 1.5   |